# برنامج تكامل
برنامج تكامل هو برنامج وطني إماراتي لدعم الابتكار، أطلقته «لجنة أبوظبي لتطوير التكنولوجيا» لمساعدة الأفراد، والشركات، والمؤسسات الأكاديمية في كلٍ من أبوظبي ودولة الإمارات العربية المتحدة على تحقيق الاستفادة الأمثل من أفكارهم المبتكرة.

## نظرة عامة على البرنامج
أطلقت لجنة أبوظبي لتطوير التكنولوجيا برنامج تكامل بهدف دعم الابتكار. كان التركيز الرئيسي لبرنامج تكامل على دعم الملكية الفكرية لما لها من تأثير كبير على تطوير وتحفيز حركة الابتكار، حيث يساعد «تكامل» في اطلاع المبتكرين من أفراد وشركات ومؤسسات أكاديمية على مفهوم الملكية الفكرية، وحقوقها، وآليات الحصول على الدعم المادي والتقني لحماية أفكارهم الإبداعية بتسجيلها كبراءات اختراع.
وقد تم إطلاق برنامج «تكامل» في إطار رؤية ابوظبي الاقتصادية 2030 التي تهدف إلى تحقيق التنوع الاقتصادي والتحول من الاعتماد على الموارد الطبيعية إلى اقتصاد مستدام قوامه المعرفة. وابتكار الأفكار الجديدة هو حجر الأساس لتحقيق هذه الرؤية.
أما الدافع لدعم الابتكار في دولة الإمارات العربية المتحدة فيرد بوضوح في تقرير أبوظبي للتنافسية لعام 2013 كما يلي: «يساعد برنامج تكامل على رفع مستوى الوعي بحماية الملكية الفكرية وطلبات براءات الاختراع وتسجيلها، حيث تعتبر منخفضة في المنطقة قياساً بالمعايير الدولية. وقد استفادت الشركات في ألبرتا – كندا والنرويج من الموارد الطبيعية وقامت بتسجيل براءات اختراع عن الابتكارات في مجال استخراج النفط والغاز. ووفقاً لمنظمة الملكية الفكرية النرويجية ومؤسسة كابيتال آي كيو، قامت شركة إكسون موبيل بتسجيل 749 براءة اختراع في النرويج عام 2012 في حين قامت شركة ستات أويل بتسجيل 677 براءة. وفي هذا السياق تحتاج أبوظبي إلى توظيف خبراتها ومعارفها في مجال الموارد الطبيعية كنقطة انطلاق لزيادة أعداد براءات الاختراع التي تنتجها في هذا القطاع، ومن ثم توسيعها إلى باقي الصناعات التي تمتلك الخبرة فيها.»

## حول اسم برنامج تكامل وشعاره

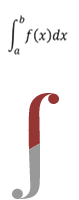
شعار تكامل

تشير كلمة «تكامل» إلى العملية الحسابية التي تشكل حجر الزاوية في علم التحليل الرياضي (علم التكامل والتفاضل). وفي الرياضيات، تمثل عملية التكامل جمعاً لنتائج معادلة حسابية ما بين نقطتين.

ولا يختلف المعنى المجازي الذي يتضمنه اسم البرنامج عن معناها الرياضي حيث أن غاية برنامج «تكامل» تتمثل في تيسير التكامل بين المراحل المختلفة للابتكار انطلاقاً من نقطة البداية (توليد الأفكار) وحتى نقطة النهاية (التطبيق العملي لهذه الأفكار من خلال منتجات وحلول وخدمات مبتكرة).

وقد تم تمثيل ذلك في شعار البرنامج – رمز عملية التكامل، والتي تبدأ من الأفكار (اللون الرمادي) وتتحول إلى التطبيق (اللون الأحمر).

## أهداف برنامج «تكامل» وأنشطته
يعمل برنامج «تكامل» على تحقيق هدفين أساسين في مجال الملكية الفكرية هما:
- تشجيع ودعم إنتاج واستقطاب الملكية الفكرية التي يبتكرها الأفراد والمؤسسات في أبوظبي ودولة الإمارات.
- جعل دولة الإمارات العربية المتحدة إحدى أهم البيئات الحيوية الحاضنة لحقوق الملكية الفكرية

أما أبرز الأنشطة التي تم تطبيقها لتحقيق هذين الهدفين فهي:
1. ورش عمل الملكية الفكرية للقطاعات التخصصية والمؤسسات الأكاديمية، والتي تهدف إلى زيادة الوعي حول المفاهيم المختلفة للملكية الفكرية وآليات تسجيل براءات الاختراع
2. تقديم الدعم القانوني والمادي للمخترعين والمؤسسات الأكاديمية والشركات من أبوظبي ودولة الإمارات العربية المتحدة لتسجيل براءات الاختراع دولياً.

عند انطلاقته الأولى عام 2011، كان دعم برنامج «تكامل» محصوراً بالمخترعين الإماراتيين من أفراد وشركات ومؤسسات أكاديمية ضمن إمارة أبوظبي؛ وفي عام 2013 تم توسيع نطاق «تكامل» ليشمل بدعمه كافة أرجاء دولة الإمارات العربية المتحدة.
وينشر الموقع الإلكتروني لبرنامج «تكامل» الشروط والأحكام الخاصة بالبرنامج وتحديثاتها بانتظام بالإضافة إلى تعريف المبتكرين والمهتمين بميزات الدعم المتوفر.
وحتى تاريخه، قدم برنامج «تكامل» الدعم للابتكارات في العديد من القطاعات الاقتصادية بما في ذلك:
- الصحة والطب
- تقنيات المعلومات والاتصالات
- التقنيات النظيفة
- أشباه الموصلات
- النفط والغاز
- الطاقة
- المواد المتطورة
- البنية التحتية
- نمط الحياة

ويمكن الاطلاع على تفاصيل الابتكارات التي دعمها «تكامل» عامي 2011 و2012 عبر الموقع الإلكتروني للبرنامج ومن خلال التقارير السنوية التي ينشرها.
وقد حقق برنامج "تكامل" - حتى نهاية العام 2018 زيادة  في عدد براءات الاختراع حيث تم تقييم 690 طلبا لبراءات الاختراع ومنح 317 براءة لمخترعين من  جامعات الامارات، وخليفة وأبوظبي، وشركة العين للتوزيع، وبلدية العين وغيرها.

## عن «لجنة أبوظبي لتطوير التكنولوجيا»
لقد أظهرت أجندة السياسة العامة لإمارة أبوظبي ورؤية أبوظبي الاقتصادية 2030 بوضوح رغبة الحكومة في بناء اقتصاد قوامه المعرفة. ولأن العلوم والتكنولوجيا والابتكار هي أساس اقتصاد المعرفة، تم إنشاء «لجنة أبوظبي لتطوير التكنولوجيا» لدعم وتنسيق والإشراف على عملية تطويرها في الإمارة. ومن هنا تهدف اللجنة إلى بناء قاعدة للعلوم والتكنولوجيا والابتكار تتسم بالقدرة التنافسية والاستدامة على الصعيد العالمي في المجالات ذات الأولوية الاقتصادية والاجتماعية وذلك من خلال رعاية أصحاب الكفاءات العالية ذوي المهارات والمؤهلات والسلوكيات المناسبة ودعم إنشاء قاعدة حيوية من المؤسسات.
ولتحقيق ذلك، تطبّق «لجنة أبوظبي لتطوير التكنولوجيا» برنامج تغيير واسع النطاق يتكون من خمسة مجالات رئيسية هي: رأس المال البشري، والأبحاث والتطوير، ودعم وتطوير المؤسسات، والبنية التحتية، والقوانين والأنظمة. وتهدف هذه البرامج إلى ترسيخ العلوم والتكنولوجيا والابتكار في مختلف المجالات والأصعدة في أبوظبي.